# Костромская льнопрядильная и бумажная мануфактура
Костромская льнопрядильная и (хлопчато)бумажная мануфактура — крупная дореволюционная российско-бельгийская текстильная компания. Полное наименование — Анонимное общество Костромской льнопрядильной и бумажной мануфактуры – Русские фабрики Гратри, Жерар и Михиной. Правление компании находилось в Брюсселе.

## История

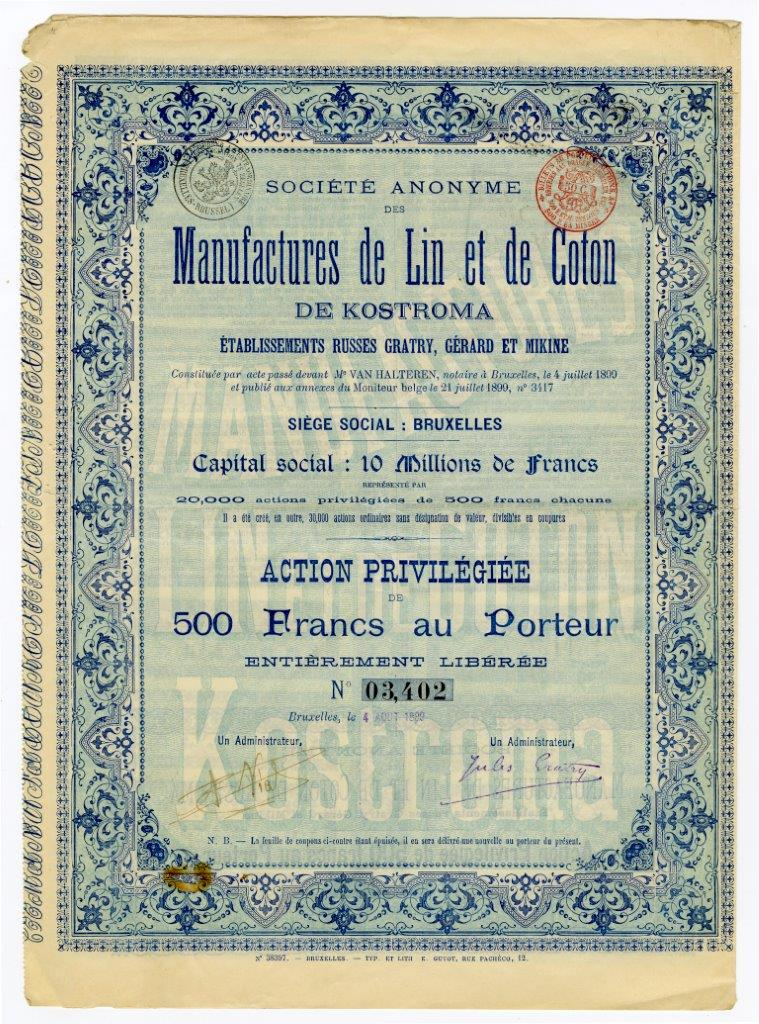
Привилегированная акция в 500 франков Анонимного общества Костромской льнопрядильной и бумажной мануфактуры – Русские фабрики Гратри, Жерар и Михиной. Брюссель, 1899 г.

Текстильное производство, впоследствии преобразованное в "Анонимное общество Костромской льнопрядильной и бумажной мануфактуры Гратри, Жерар и Михиной", возникло в 1853-54 гг. с началом строительства в исторической части современной Костромы нерехтским купцом А.В. Брюхановым трехэтажного кирпичного здания льнопрядильной фабрики. Спустя несколько лет фабрика Брюханова увеличивает мощность, в связи с чем возводится новый, 2-й корпус. В 1860-1870 гг. перпендикулярно фабричным производственным зданиям дополнительно был возведен склад для сырья.
В 1899 г. бельгийские фабриканты Гратри и Жерар, совместно с тогдашней владелицей фабрики Г. Михиной, акционировали производство, учредив  "Анонимное общество Костромской льнопрядильной и бумажной мануфактуры русских фабрик Гратри, Жерар и Михиной" (Устав Высочайше 17 декабря 1899 г.). Учредителями было принято решение модернизировать мануфактуру и перепрофилировать ее на производство изделий из хлопка. С этой целью на рубеже веков было выстроено еще несколько фабричных корпусов - бумагопрядильный и крутильный, а также здание котельной.
В 1909-1910 гг. ткацкое и льнопрядильное производства на Костромской мануфактуре были окончательно свернуты и фабрика полностью перешла на бумагопрядение. В предвоенном 1913 г. на производстве Анонимного общества Костромской мануфактуры было задействовано около 2000 чел.
После национализации в 1918 г. предприятие стало называться Третьей Республиканской фабрики, а с 1927 г. - прядильной фабрикой “Знамя Труда”. В результате постперестроечной приватизации фабрика получила название «Костромская хлопкопрядильная мануфактура»(Кохлома), под которым продолжает существовать до сих пор.